# 라피아트 라시드 미틸라
라피아트 라시드 미틸라(벵골어: রাফিয়াথ রশিদ মিথিলা, 1980년 5월 25일 ~ )는 방글라데시의 배우, 모델, 가수이다.